# Pupilla ficulnea
 Pupilla ficulnea es una especie de molusco gasterópodo de la familia Pupillidae en el orden de los Stylommatophora.

## Distribución geográfica
Es  endémica de Australia.   